# تشاز ستيفنز
تيموثي «تشاز» ستيفنز (31 أغسطس 1964) هو ناشط سياسي أمريكي، وفنان، ومطور برامج ورجل أعمال في فلوريدا، وناشط في السياسة المحلية في مقاطعة بروارد. اكتسب سمعة وطنية سيئة بسبب دعوته الوطنية والملونة على مستوى الولاية لفصل الكنيسة عن الدولة.
أدى نشاطه السياسي المحلي إلى توجيه اتهامات إلى العديد من السياسيين المحليين وانخفاض شعبيتهم، ومن ضمنهم عمدتين وعمدة سابق لبلدته ديرفيلد بيتش بفلوريدا. عُيِّن مرتين في مجلس إدارة هيئة إسكان ديرفيلد بيتش من قبل أحد رؤساء البلديات الذين انتقدهم. شمل نشاطه لإزالة الدين من الحكومة وضع أعمدة فيستيفوس في عدة مدن في فلوريدا وستة عواصم في الولايات المتحدة؛ وذلك لمناقضة المظاهر الدينية لموسم العطلات على الممتلكات الحكومية؛ وطلبات بتقديم الدعوات الشيطانية عندما تسمح الاجتماعات الحكومية بالصلاة أو الدعوات الدينية الأخرى. أدى ذلك في كثير من الحالات إلى إيقاف الهيئات الحكومية للأنشطة الدينية المستهدفة. كان نشاط ستيفنز ساخرًا دائمًا، وفنيًا أحيانًا، وغالبًا ما يكون فاحشًا أو بذيئًا.
ستيفنز هو الرئيس التنفيذي لشركة إيسادوغي أو إيساد إنترناشيونال أيضًا، والتي تقدم خطابات رسمية لإقتناء حيوان دعم عاطفي.

## النشاط المحلي
يقول ستيفنز إنه كان يشاهد اجتماع لجنة مدينة ديرفيلد بيتش على التلفاز في عام 2004؛ وشاهد مفوضة تصوت على خطة معاشات تقاعدية لرجال الإطفاء في المدينة، إذ كان زوجها رجل إطفاء سيستفيد من التصويت. وضع لافتات في الشوارع تعارض المفوضة، ولكنه أزالها لاحقًا ودفع غرامة بسببها، وبدأ مدونة اسمها أعمالي لإثارة الفتنة «MyActsOfSedition» واحتفظ بها. انتقد ستيفنز في مدونته السياسيين المحليين بطريقة قاسية، وبكلمات نابية أحيانًا.
أدت شكاوى ستيفنز في عام 2008 إلى اعتقال عمدة ديرفيلد بيتش آنذاك ومفوضة المدينة بتهم الفساد. فاز بسبب ذلك، بالإضافة إلى عمله الذي حث السلطات على التحقيق مع مفوض آخر في ديرفيلد بيتش، بجائزة نيو تايمز بروارد بالم بيتش لعام 2010 لأفضل نعرة اجتماعية.
عُيِّن ستيفنز في أبريل عام 2010 في مجلس إدارة هيئة إسكان ديرفيلد بيتش من قبل المفوضة، التي كانت عمدة حينها، والذي انتقدها مسبقًا في عام 2004. قوبل تعيينه باستياء من الآخرين في مجلس الإدارة، ووُصِف بأنه «شخص حقير ودنيء». استقال في نهاية مايو، وواجه الإطاحة بعد إرسال سجلات السلطة إلى مدقق حسابات. أعيد تعيينه في أغسطس 2011 لمدة أيام قليلة فقط انتهت عندما أدلى بتصريح مشحون عنصريًا بشأن مدير الهيئة. تبنت هيئة الإسكان، ثم ألغت، بعد شهر قرارًا يحظر طلبات السجلات العامة الفاحشة أو البذيئة أو المبتذلة، والذي اعتُبر أنه يستهدفه مباشرة.
وجه ستيفنز منذ عام 2009 العديد من الشكاوى بحق مفوضة ديرفيلد بيتش الأخرى، التي عملت سابقًا كعمدة ونائبة للعمدة ومفوضة المقاطعة، فاستسلمت في عام 2011 لمواجهة خمس تهم بتزوير السجلات التجارية المتعلقة بقرض المدينة لشقيقها، وأُدينَت بأربعة تهم بعد سبعة أشهر. أنشأ مايكل جي. كيسلر، رئيس شركة المحاسبة الجنائية التي عُيِّنَت للتحقيق في سجلات ديرفيلد بيتش، بعد تقديم التهم جائزة لأي ناشط يفضح الفساد الحكومي، وأطلق عليها اسم «جائزة تشاز» على اسم ستيفنز.
استشهدت مفوضة مدينة دانيا بيتش بفلوريدا في عام 2013 بنشر ستيفنز لصورة لها وهي ترتدي نظارات ذات أنف قضيب كسبب لتقاعدها؛ كما أنها كانت تواجه اتهامات بتزوير محل إقامتها في دانيا بيتش حيث صور أحد المعارضين السياسيين دخولها وذهابها.
وجدت لجنة الأخلاقيات الحكومية في عام 2016 سببًا محتملًا لإساءة استخدام عمدة ديرفيلد بيتش آنذاك لمنصبها معتمدين بذلك على شكاوى ستيفنز. توفيت في عام 2017 قبل اتخاذ أي إجراء آخر بحقها.

## مشروع الشيطان أو الصمت
بتّت المحكمة العليا في الولايات المتحدة بقضية مدينة غريس ضد غالاوي في عام 2014 من خلال الحكم بالسماح لأي مدينة ببدء اجتماعاتها بتلاوة الصلاة، طالما أنها لا تميز ضد ديانات الأقليات، فطلب ستيفنز أن مدينته، ديرفيلد بيتش، تسمح له بأداء صلاته الشيطانية في بداية اجتماع المجلس. وسع ستيفنز نطاق هذا الطلب خلال عام 2015، إذ مثّل 11 بلدية في جنوب فلوريدا افتتحت اجتماعات لجنة المدينة بالصلاة مع الاختيار، إما التوقف عن الصلاة أو السماح له بإمامة الصلاة للشيطان. أطلق ستيفنز على هذا اسم «مشروع الشيطان أو الصمت»، وقال إن دعواته قد تشمل البيرة، والناتشوز، وفرقة المارياتشي.
كان لكل مدينة أخرى ردة فعل مختلفة، فأوقفت ديلراي بيتش دعواتها الدينية، واستبدلت كورال سبرينغز ودانيا بيتش وديرفيلد بيتش الصلوات بدقيقة صمت. حددت لايتهاوس بوينت بفلوريدا أن يقدم ستيفنز دعوة في 12 يوليو 2016. حددت بوينتون بيتش بفلوريدا حضوره في يناير، ولكنهم أبلغوه قبل أربعة أيام فقط مما لم يمكنه من الذهاب. قبلت ليك وورث في البداية طلب ستيفنز ثم قررت إلغاء الدعوات. قبلت لاودرديل باي ذا سي بالدعاء، الذي ألقاه ستيفنز في يوليو برفقة «خادمة خطيئة راقصة» شقراء.
رفضت مقاطعة ليك بولاية فلوريدا طلب ستيفنز في البداية، على أساس أنه لا يعيش في المقاطعة، ولكن رئيس المفوضية قال إنه لن يسمح بالصلاة حتى لو أصبح ستيفنز مقيمًا. هدد ستيفنز برفع دعوى قضائية، فقالت منظمة ليبرتي كونسيلر، وهي منظمة تقاضي دينية مسيحية إنجيلية مقرها فلوريدا، إنها ستدافع عن ليك كاونتي في المحكمة.
غيرت بومبانو بيتش بفلوريدا متطلبات الابتهال الديني إلى جماعة محلية غير ربحية تابعة لدائرة الإيرادات الداخلية تحددها الأبحاث على الإنترنت، أو في صفحات المدينة الصفراء، أو من قبل غرفة التجارة. رد ستيفنز على ذلك بتأسيسه كنيسة الشيطان الأولى في بومبانو بيتش، والتي شاركت عنوانًا بريديًا مع خدمة طرد محلية، وقدمت الخلاص، والبيرة الباردة، وراقصة تعري في بعض الأحيان. ما يزال سكان المدينة يرفضون التماس ستيفنز، إذ قالوا إن نيته المعلنة في تضمين التوركينغ (نوع رقص) أو فرقة مارياتشي تشير إلى نية الاستهزاء بالإجراءات بدلًا من الابتهال الرسمي الذي تتطلبه السياسة. وضع ستيفنز صليبًا مقلوبًا يظهر مجسمًا ليسوع مع سدادة مؤخرة أمام قاعة مدينة بومبانو بيتش في أوائل عام 2016 دون أخذ إذن أحد.
نصّب ستيفنز صليبًا مقلوبًا خارج قاعة مدينة هالانديل بيتش بولاية فلوريدا في يناير 2016. قال ستيفنز إنه يرمز إلى «علم الشيطان» الذي اخترعه، وإنه وضعه استجابة لوضع مذود (معلف) وشمعدان هناك خلال موسم الأعياد، ولمحاولة عمدة هالانديل جوي كوبر وضع لافتة «نثق بالله» في غرف اللجان. حمل الصليب النقش «نحن نؤمن بتشاز، لا يهمنا أحد آخر».
عملت مجموعة أخرى أسسها ستيفنز تسمى كنيسة النشاط الشيطاني طوال شهر مارس 2016 بالاحتجاج على المرشح الرئاسي دونالد ترامب في مناسبات مختلفة من خلال ارتداء زي القضيب العملاق مع وجه ترامب.
طلب ستيفنز أن تسمح له المنطقة التعليمية في مقاطعة بالم بيتش، والتي سمحت للمجموعات الدينية بالدفع لعرض لافتات ترويجية في مدارسها، بوضع لافتة سياج تدعم علم الشيطان في مدرسة بوكا راتون الثانوية في تشرين الثاني 2016؛ فردت المنطقة التعليمية على ذلك بالتوقف عن قبول الطلبات الجديدة لوضع اللافتات من الجماعات الدينية.